# 护国善庆寺
护国善庆寺，位于中国山西省运城市新绛县县城龙兴镇西关村南堡南沿的土崖之上，依山而建，面对汾河，俗称“汾阳洞”。已列为运城市文物保护单位。

## 历史
护国善庆寺于明万历三十四年（1606年）奉旨创建，清康熙年间重修。1931年4月30日-8月7日间，倒蒋失败的冯玉祥，曾来新绛的护国善庆寺隐居数月。1958年侯西铁路修筑，寺院大部分拆毁。1966年文化大革命中又遭洗劫。

## 建筑
护国善庆寺原有近25亩，现仅存1665平方米，包括南、北两大殿，钟鼓楼，东厢房。北殿面阔5间，进深3间，悬山顶，二层供奉南海观世音，一层供奉如来佛、十八罗汉；南殿供奉文殊菩萨。西厢房已坍塌另建。
殿内明间金柱上有六条浮雕金龙，色彩绚丽，造型极为生动。

## 保护
1995年12月，护国善庆寺公布为新绛县文物保护单位。2004年11月15日，护国善庆寺公布为第一批运城市文物保护单位。西关村73岁老人刘保林自费20万元，修缮护国善庆寺钟楼。